# FannyAnn Eddy
FannyAnn Eddy, née en 1974 et morte assassinée le 29 septembre 2004, est une militante de l'Association lesbienne et gaie de la Sierra Leone.

## Biographie
Militante homosexuelle, FannyAnn Eddy fonde, en 2002, la première association gay et lesbienne de Sierra Leone. Elle effectue ensuite de nombreux voyages, qui l'amènent à s'exprimer en faveur des LGBT devant les Nations unies et d'autres organismes internationaux. En avril 2004, elle défend ainsi à Genève une résolution brésilienne en faveur des droits des minorités sexuelles.
Le 29 septembre 2004, un groupe d'hommes inconnus pénètre dans les bureaux de l'association de FannyAnn Eddy. Celle-ci est alors violée avant d'être assassinée par ces homophobes[réf. nécessaire].
En 2008, le FannyAnn Eddy Poetry Award est créé à sa mémoire.

## Citation
Dans son discours à la Commission des droits de l'homme des Nations unies, FannyAnn Eddy a dit : 
« En dépit de toutes les difficultés que nous rencontrons, j’ai confiance que la reconnaissance de la dignité et du respect qui nous sont dus peut mener à un plus grand respect de nos droits humains. Le silence crée la vulnérabilité. Je vous recommande vivement, à vous les membres de la Commission des droits humains, de rompre le silence. Vous pouvez nous aider à réaliser nos pleins droits et nos libertés, dans chaque société, y compris dans ma Sierra Leone bien-aimée. »